# Samsung Galaxy A20
O Samsung Galaxy A20 é um smartphone Android desenvolvido e fabricado pela Samsung Electronics. Faz parte da série Galaxy A, que é voltada para o mercado intermediário. A empresa lançou o telefone no mês de abril de 2019.

## Software
O smartphone sai de fábrica com sistema operacional móvel Android 9 com a interface One UI da Samsung.